# Mariac

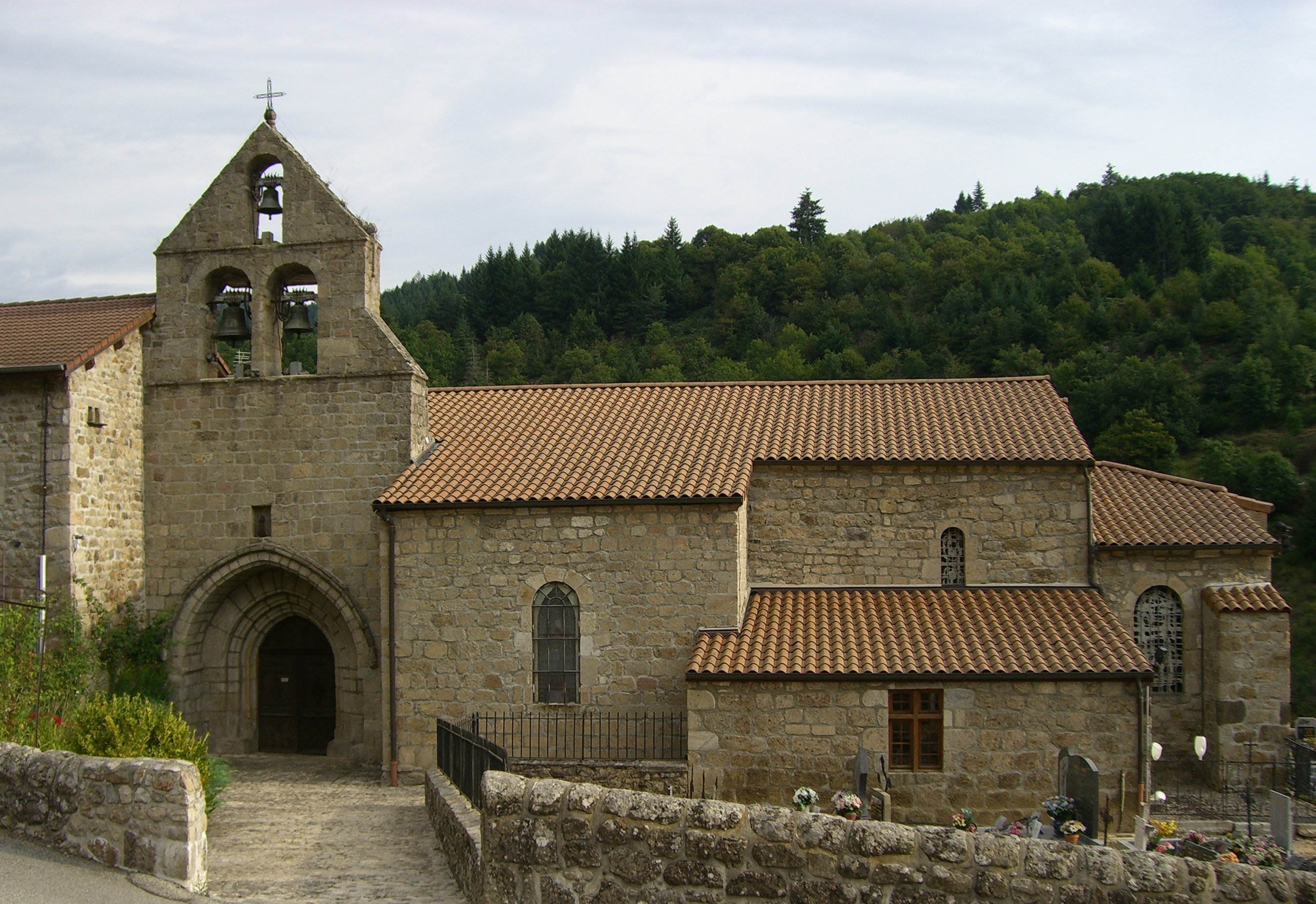
Kościół z XII wieku (2008)

Mariac – miejscowość i gmina we Francji, w regionie Owernia-Rodan-Alpy, w departamencie Ardèche.
Według danych na rok 1990 gminę zamieszkiwało 788 osób, a gęstość zaludnienia wynosiła 48 osób/km² (wśród 2880 gmin regionu Rodan-Alpy Mariac plasuje się na 915. miejscu pod względem liczby ludności, natomiast pod względem powierzchni na miejscu 686.).